# Boldbaatar Bold-Erdene
Boldbaatar Bold-Erdene, né en juin 1983, est un coureur cycliste mongol, spécialiste de la route. Il fait également du VTT et prend part à des cyclo-cross, où il représente la Mongolie lors des championnats du monde 2010 au cours desquels il abandonne au même titre que son compatriote Ariunbold Naranbat.

## Palmarès sur route

### Par années
- 2005
  - 2e du championnat de Mongolie sur route
  - 2e du championnat de Mongolie du contre-la-montre
- 2006
  - 2e du championnat de Mongolie du contre-la-montre
  - 3e du championnat de Mongolie sur route
- 2008
  - 2e du championnat de Mongolie sur route
  - 3e du championnat de Mongolie du contre-la-montre
- 2009
  -  Champion de Mongolie sur route
  -  Champion de Mongolie du contre-la-montre
  - 2e étape du Tour de Mongolie

### Classements mondiaux
| Année         | 2005 | 2006 | 2007 | 2008 | 2009 |
| ------------- | ---- | ---- | ---- | ---- | ---- |
| UCI Asia Tour | 75e  | 55e  |      | 68e  | 51e  |

## Palmarès en VTT
- 2005
  -  Champion de Mongolie de cross-country